# Висарионов патерик
Висарионов патерик — среднеболгарская бумажная рукопись. До недавнего времени хранилась в библиотеке православного монастыря на острове Крк, Далмация, под № 4 (ранее № 264/62), а с 1991 года — в Национальной библиотеке Сербии, Белград.
Рукопись содержит славянский перевод Скитского патерика — сборник коротких рассказов из жизни первых монахов. Примечание в конце (лист 224а-b) сообщает, что она была переписана монахом Висарионом в «лавре бесплотного архистратига Михаила» в 1346 году «при христолюбивом и благородном царе Иване Александре, владеющим болгарским и греческим царствами». Предположительно, лавра «Св. архангела Михаила» — это один из пещерных монастырей вблизи села Иваново, Русенская область, Болгария.